# Guillermo Martín (banderillero)
Guillermo Martín Díaz (Sevilla; 1902 - 1986) fue un torero y banderillero español, conocido como "Martinito".

## Trayectoria
Guillermo Martín debutó como espada formal en la feria de Algeciras del año 1922. Llegó a presentarse como novillero en Madrid y recorrió los principales plaza ibéricas en primera categoría.
Cambió muleta y estoque por capote de brega y rehiletes y se colocó, antes de la Guerra Civil, en varias cuadrillas de tronío como las de Joaquín Rodríguez "Cagancho", Ricardito González, Antonio Márquez, Jesús Solórzano y Pepe Gallardo, entre otros.
En el año 1936 estuvo en América como matador, de nuevo, e incluso llegó a tomar una alternativa, inválida en España, en Montevideo, Uruguay. 
Alternó con La Serna la tarde del famoso debut de Victoriano en la plaza vieja de Madrid.
Martinito formó parte de la cuadrilla del torero Antonio Bienvenida, retirándose a la vez que éste, el 16 de octubre de 1966.

## Vida personal
- Casado con la vedette peruana Carmen Olmedo.